# Onomatopeia

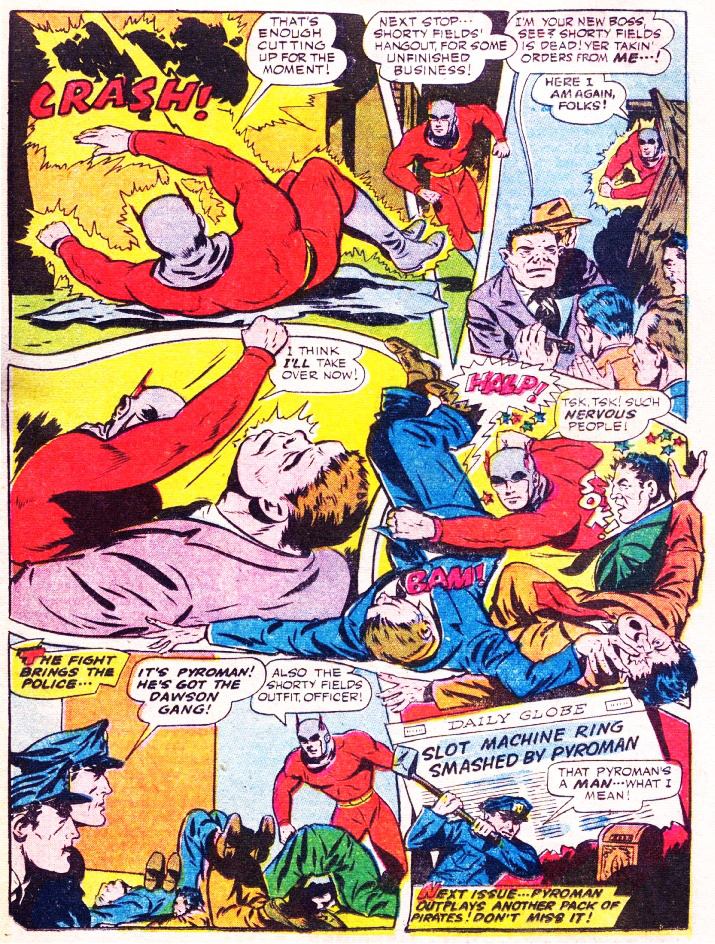
Exemplo de uma página de uma história em quadrinhos usando onomatopeias

Onomatopeia ou mimologia (termo da língua grega antiga que significava "criar um nome", "fazer um nome") é uma figura de linguagem na qual se reproduz um som por meio de fonemas. A forma adjetiva é onomatopeico ou onomatopaico. Ruídos, gritos, sons de animais (inclusive alguns sons humanos), sons da natureza, barulho de máquinas, o timbre da voz humana fazem parte do universo das onomatopeias. Por exemplo, para os índios tupis tak e tatak significam dar estalo ou bater e tek é o som de algo quebrando.
Geralmente, as onomatopeias são usadas em histórias de quadrinhos. Muitas dessas onomatopeias são derivadas de verbos da língua inglesa. Em japonês, as onomatopeias são divididas em giseigos (擬声語), que imitam vozes, gigongos (擬音語), que imitam sons e gijogos, que expressam emoções. Nos mangás (quadrinhos japoneses), elas fazem parte da arte. No Brasil, as editoras brasileiras deixam as onomatopeias em hiragana ou katakana e, no rodapé da página, colocam legendas com a tradução. Nos Estados Unidos, a Shonen Jump local adapta essas onomatopeias.

## Exemplos
- Atchim! - espirro
- Au! - latido
- Bang! – tiro
- Beep!
- Bii Bii  - buzina
- Bhur  - vomitar
- Ding Dong! – campainha
- Buáá!  – choro
- Burp!  - arroto
- Chomp - mastigar ou comer
- Clap! – palmas
- Cócóricó  - galo cantando
- Cof, Cof - tosse
- crash!  - batida
- Ha Ha Ha!– riso
- Miau! – miado
- Muuu - mugir (boi, vaca etc.)
- Nhac! – mordida
- Nhec  – rangido
- Muach - beijo
- Snif  - Barulho de fungadas de nariz, quando se está chorando.
- Tic-tac! – relógio
- Toclof! – "dando passos com botinha"
- Tchibum – queda em água / mergulho
- Splash – mergulho
- Quack!  – pato
- Toc , Toc – bater da porta
- Zzz!– zumbido ou alguém dormindo

- ha ha ha!– riso
- Âo! – latido
- Ão ão!  – cão grande latindo
- Atchim! – espirro
- Au Au!  – cão pequeno latindo
- Áuuuuu - uivar do lobo
- Bip!- som de máquina, robot
- Buáá!  – choro
- Bumba – imitação de pancada sem estrondo
- Clá, clá...! – palmas
- Cááá cárá cá – cacarejar da galinha
- Cá-bum!– detonar da bomba
- Cá pum– efeito de algo ou pessoa a cair
- Muach!- beijo
- Crrác crrác ! - vozear da gralha e do papagaio.
- cras!  – batida de objectos metálicos
- Cri Cri Cri ! – grilar do grilo
- Có cori cóóó – cantar ou cocorocó do galo.
- Crrrr– rangido
- Ding Dong! – som da campainha de dois tempos ou dos relógios
- Glu, glu...!– gorgoletar do peru
- Gri, gri...!– fratenir da andorinha, do grilo e da cigarra
- Hiin in in– hinir do cavalo e da girafa
- Grrr!– grunhido ameaçador
- Mééé– balido da ovelha
- Miau! – miado
- Muuu – mugir (boi, vaca etc.)
- Nhéque – rangido
- Pás! – imitação de pancada seca, ou forte na madeira
- Pi Piii ! – buzina
- Plim plão – badalar do relógio de pêndulo
- Plim plim – som das moedas a bater umas nas outras
- Pumba – imitação de pancada com estrondo, repetindo é dar pancada/porrada
- Pam! – tiro seco
- Pum! – tiro estrondoso, peido (dar um pum!)
- Quá, quá...! – grasnar do pato
- RaTimBum - rufar de tambores
- Rom, rom!- ronronar do gato
- Rrrrr - rosnar dos canídeos
- Ssssss - sibilar da cobra e de alguns insectos
- Shhhhh! – pedido silencioso para se fazer silêncio
- Splash – mergulho
- Gobt Gobt! - som do gole ao tomar suco de tamarindo
- Tibungar - cair na água; mergulhar
- Tibungo - [som do] mergulho
- Tique-taque!– relógio
- Toque-toque– imitação de pancada seca na madeira
- Trim...!– som da campainha em da porta ou dos telefones analógicos antigos
- Trriim!–  telefones analógicos antigos das campainhas
- Feeeeee!- lufar do vento
- Zumba – imitação de pancada com zumbido

## Onomatopeia na música

### Exemplos
Também na música existem figuras ou trechos chamadas onomatopeia, que imitam o som de fenómenos fora da música. Exemplos:
- Johann Sebastian Bach: O grito do galo na Paixão segundo São Mateus (com as palavras "krähete der Hahn")
- Johann Sebastian Bach: O rasgar da cortina do templo e o terremoto na hora da morte de Jesus na Paixão Segundo São Mateus
- Heinrich Ignaz von Biber: A battaglia (música largamente onomatopaica)
- João Gilberto: O Pato (canção onde se faz referência ao grasnar do pato "Quém! Quém!")
- Elba Ramalho: Os batimentos do coração em Bate Coração.